# Euphonia luteicapilla
La eufonia coronigualda o eufonia coroniamarilla (Euphonia luteicapilla) es una especie de ave paseriforme de la familia Fringillidae nativa de América Central.

## Distribución
Habita en bosques secos, bosques húmedos y zonas degradadas de Costa Rica, Nicaragua y Panamá, y es quizás la eufonia más común en su área de distribución.